# 폭스파이어 (1996년 영화)
《폭스파이어》(영어: Foxfire)는 미국에서 제작된 애넷 헤이우드카터 감독의 1996년 십대 드라마 영화이다. 헤디 버레스, 앤젤리나 졸리 등이 출연하였고, 제프리 루리 등이 제작에 참여하였다.

## 출연
- 헤디 버레스
- 앤젤리나 졸리
- 제니 루이스
- 제니 시미즈
- 세라 로젠버그
- 미셸 브룩허스트
- 대시 마이혹
- 피터 패치넬리
- 리처드 비머
- 프랜 베넷
- 존 딜
- 크리스 멀키
- 제이 애커본

## 기타 제작진
- 공동 제작: 마크 S. 피셔
- 미술: 존 미어
- 의상: 로라 골드스미스